# La Trinidad, San Juan Bautista Valle Nacional
La Trinidad är en ort i Mexiko.   Den ligger i kommunen San Juan Bautista Valle Nacional och delstaten Oaxaca, i den sydöstra delen av landet, 400 km sydost om huvudstaden Mexico City. La Trinidad ligger 64 meter över havet och antalet invånare är 155.
Terrängen runt La Trinidad är huvudsakligen lite bergig. La Trinidad ligger nere i en dal. Runt La Trinidad är det ganska glesbefolkat, med 47 invånare per kvadratkilometer. Närmaste större samhälle är San Juan Bautista Valle Nacional, 8,3 km väster om La Trinidad. I omgivningarna runt La Trinidad växer i huvudsak städsegrön lövskog.